# Plăcintă

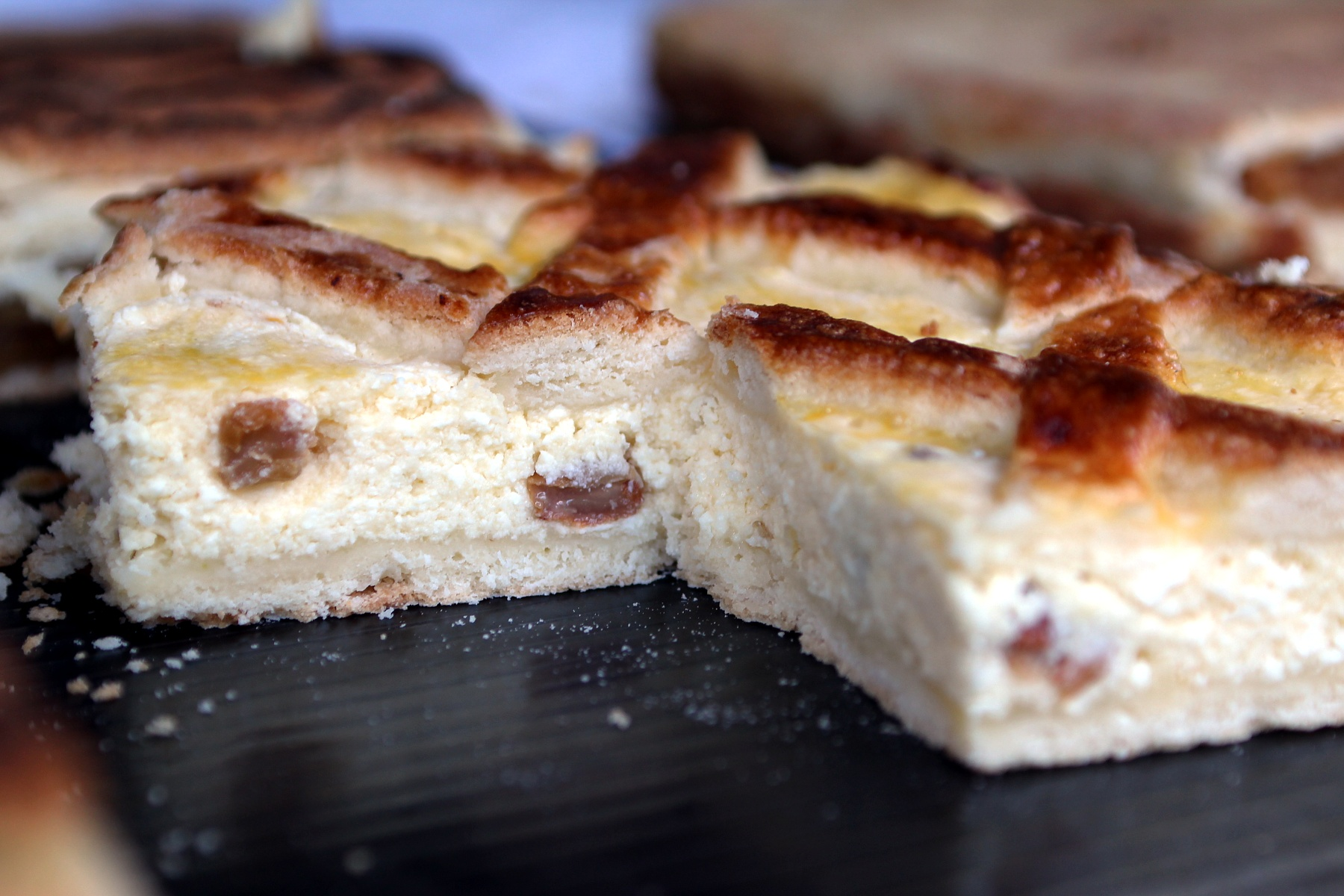
Plăcintă con formaggio e uvetta

La plăcintă è un cibo tipico di Romania, Moldavia, Serbia  e sud dell'Ucraina che consiste in una tortina tonda riempita con formaggio o altro.

## Etimologia
La parola plăcintă viene direttamente dal latino placenta, "focaccia o dolce in genere", da cui deriva anche il termine italiano placenta.

## Storia
Il nome fa capire che deriva dal latino sin dai tempi in cui la Romania era parte dell'Impero Romano, in quanto la placenta era la torta tipica delle truppe dell'esercito romano. A sua volta la placenta aveva un'origine ancora più antica, probabilmente greca-mediterranea: gli antichi greci la facevano con olio di oliva, erbe e formaggio. In seguito alla dominazione romana dei Balcani, si diffuse in tutto l'Impero in due varietà, chiamate libum e placenta. Il primo riferimento letterario, secondo Callimaco, è da attribuirsi a Aegimius, autore di un testo sull'arte di fare torte di formaggio, in greco antico: Πλακουντοπουκόν σύγγραμμα?, Plakountopoukón sýngramma. Catone il Censore nel De agri cultura cita la placenta, un dolce realizzato con due dischi di pasta condita con formaggio e miele e aromatizzata con foglie di alloro e ne dà anche la ricetta.

## Varietà tradizionali di plăcintă
- plăcintă cu mere, con le mele,

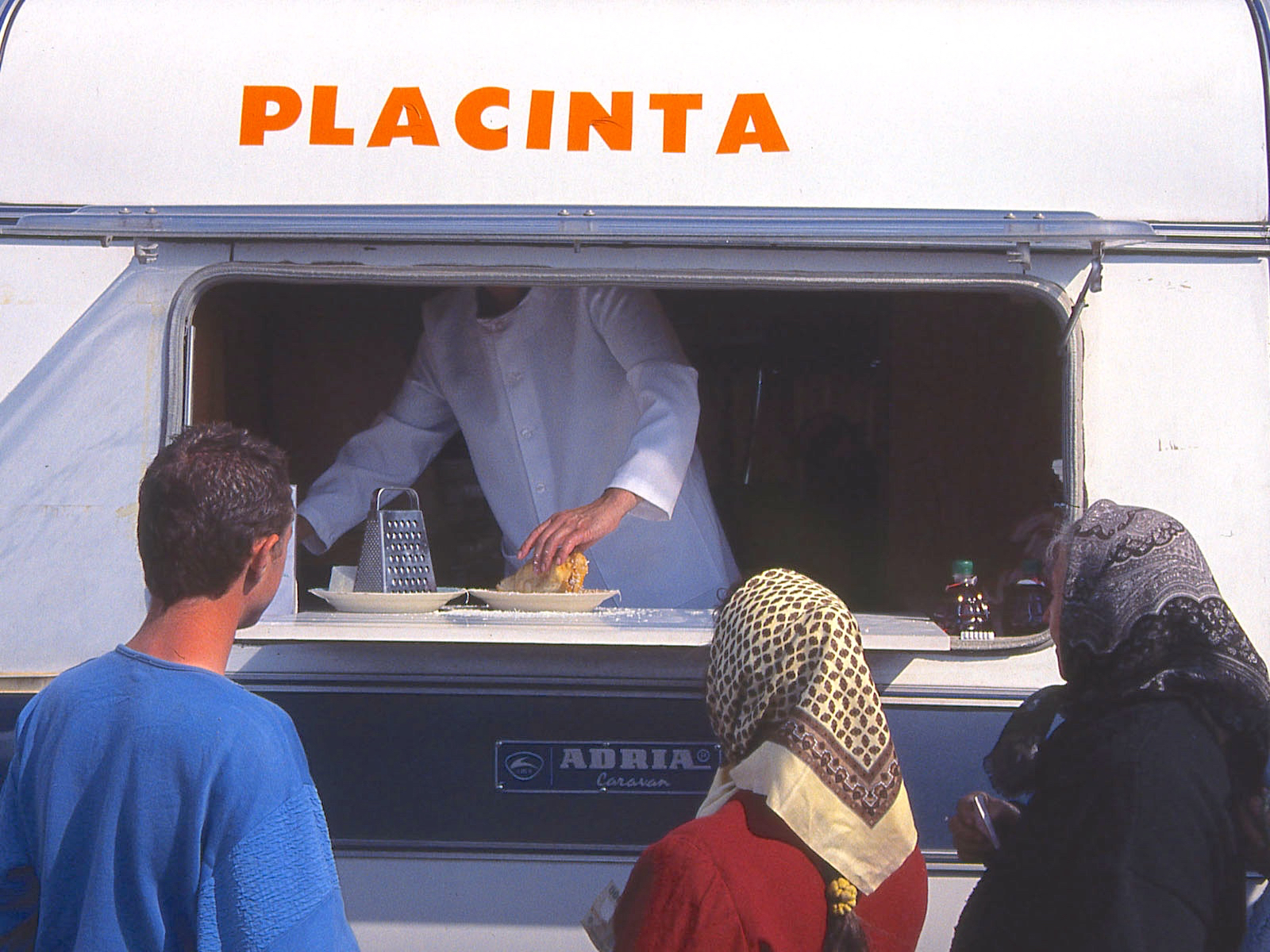
Venditore di plăcintă a Hodod (Romania), 2006

- plăcintă cu brânză, con il formaggio,
- plăcintă cu cartofi, con le patate,
- plăcintă cu urdă, con ricotta e uvetta,
- plăcintă cu ciocolată, con cioccolato,
- plăcintă cu varză, con i cavoli, tipica della Transilvania.[5]